# عامل كابح للجذام
العامل الكابح للجذام هو دواء يتداخل مع تكاثر البكتيريا التي تسبب الجذام.
العوامل التالية هي عوامل كابحة للجذام:
- أسيدابسون
- كلوفازيمين
- دابسون
- ديسوكسيفركتو-سيروتونين
- ديوسيفون
- إثيوناميد
- ريفامبيسين
- ريفابنتين
- سلفاميتير
- ثاليدوميد